# 12 stuljev (film fra 1971)
12 stuljev (russisk: 12 стульев) er en sovjetisk spillefilm fra 1971 af Leonid Gajdaj.
Filmen er baseret på Ilf og Petrovs roman Tolv stole fra 1928. Romenen er blevet filmatiseret flere gange, men filmen var den første sovjetiske film bygget over den satiriske roman.

## Handling
Filmen foregår i 1927. Ippolit Matveyevitj Vorobjaninovs stille liv ændrer sig ved hans svigermors pludselige død. På dødslejet røber hun, at hun har gemt sine juveler fra den fremrykkende Røde hær ved at sy diamanterne ind i sædet på en af hendes 12 spisestuestole. Vorobjaninov beslutter at finde skatten. Før han kommer i gang, møder han en ung charlatan og lykkeridder, Ostap Bender, der overtaler ham til at hjælpe mod at dele skatten. Uheldigvis har den lokale præst, Fader Fjodor, også hørt om hemmeligheden, da svigermoderen aflagde skriftemål. Fader Fjodor beslutter sig også for at finde skatten.
Parterne drager ud over landet for at finde stolene. Under deres færd møder de mange forskellige personer og kommer ud for flere episoder. De finder stolene en efter en, men uden at finde diamanterne. Da de har fundet de 11 af de 12 stole, drager Bender og Vorobjaninov tilbage til Moskva. Fader Fjodor har under sine bestræbelser mister forstanden. I Moskva lykkes det Bender at finde den sidste af de 12 stole, og han fortæller Vorobjaninov, hvor den er. Vorobjaninov beslutter sig for at tage skatten selv, og myrder Bender. Da Vorobjaninov endelig finder den sidste stol, finder han ud af, at skatten allerede er fundet, og at pengene er brugt til at finansiere et nyt kulturcenter.

## Medvirkende
- Archil Gomiashvili som Ostap Bender
- Sergej Filippov som Ippolit Matvejevitj Vorobjaninov
- Mikhail Pugovkin som Fjodor
- Natalja Kratjkovskaja som Gritsatsujeva
- Igor Yasulovitj som Ernest Sjjukin
- Natalja Varlej som Liza
- Jurij Nikulin som Pedellen Tikhon